# Ludwig Valentin Angerer
Ludwig Valentin Angerer (auch bekannt als Angerer der Ältere; * 7. August 1938 in Bad Reichenhall; † 5. August 2025 bei Regensburg) war ein  deutscher Architekt, Maler, Bildhauer und Autor. Er war der Bruder des Kunstmalers und Komponisten Walter Andreas Angerer (auch: Angerer der Jüngere).

## Leben und Werk

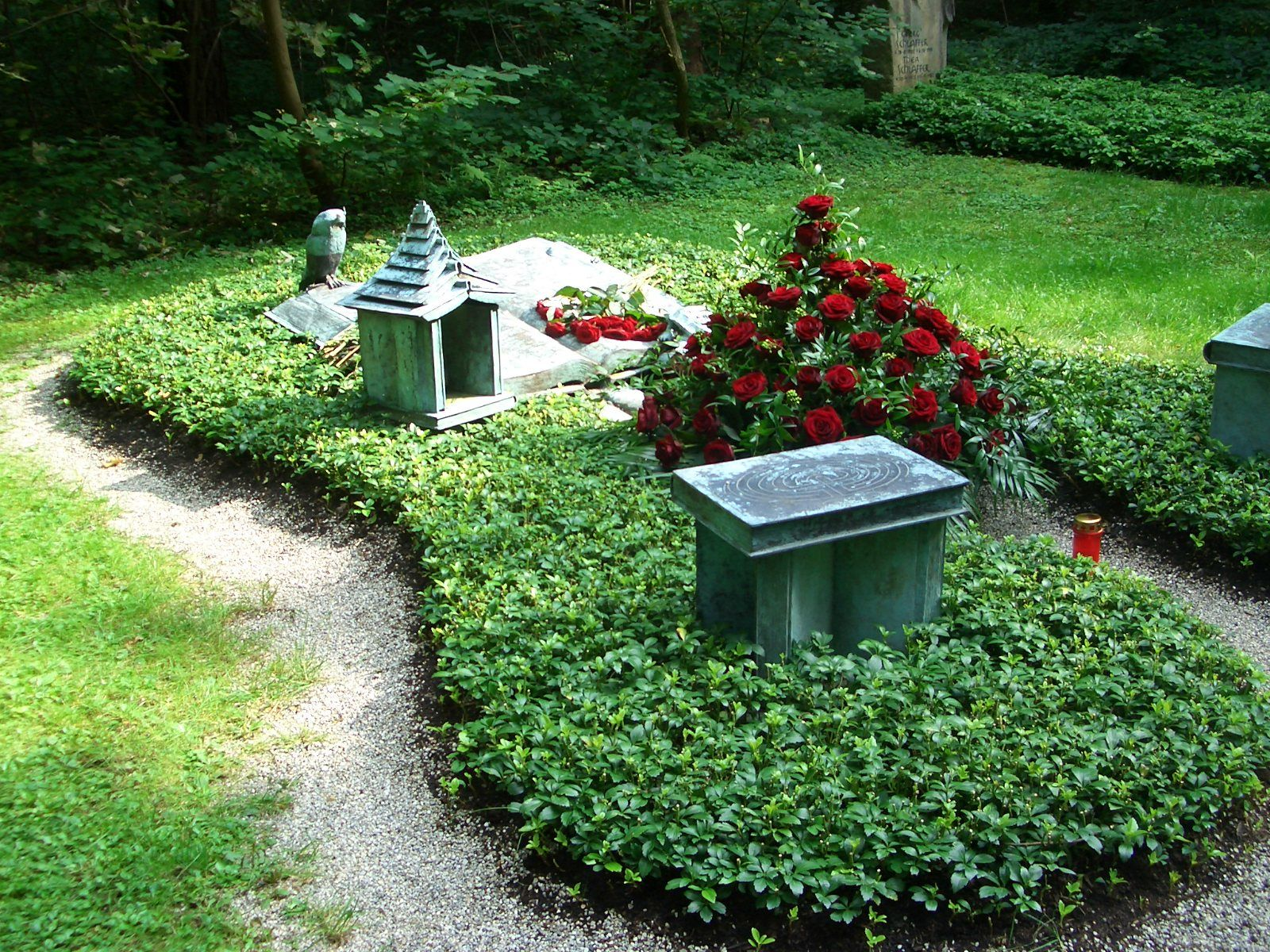
Grabmal Michael Endes

Angerer studierte von 1957 bis 1961 Architektur in München und dann weitere vier Jahre an der Akademie der Bildenden Künste. Nach seiner Zeit als Entwurfsarchitekt im Büro von Alexander von Branca arbeitete er ab 1975 in freiberuflicher Tätigkeit. Zu seinen zahlreichen Arbeiten in verschiedenen Genres zählt die künstlerische Ausstattung des Films Die unendliche Geschichte II – Auf der Suche nach Phantásien nach dem Roman von Michael Ende. Dafür wurde Angerer mit dem Bayerischen Filmpreis ausgezeichnet. Er gestaltete auch das Grabmal Michael Endes auf dem Münchner Waldfriedhof. Angerer arbeitet für das Theater, als Filmemacher und Schriftsteller. 1996 war er Gründungsmitglied des Zentrums für Phantastische Künstler. Im Jahr 2000 wurde die von Angerer dem Älteren erbaute Erlöserkapelle in Biburg, ein christliches Gesamtkunstwerk aus Architektur, Malerei und Bildhauerei, ökumenisch eingeweiht. Joseph Kardinal Ratzinger, der spätere Papst Benedikt XVI., verfasste ein handschriftliches Grußwort. Angerer nahm 2003 zusammen mit 43 anderen Personen an der Initiative „Botschafter Niederbayerns“ des Projekts Regionalmarketing im Bezirk Niederbayern teil. 2006 wurde er offizieller Pate des Wortes Schönheit, verliehen vom Verein Deutsche Sprache e. V. 2007 wurde Angerers Triptychon „Seele Europa“ im Europäischen Parlament in Brüssel ausgestellt. Ermöglicht hatte diese Ausstellung Manfred Weber, MdEP, die Eröffnungsrede hielt der EU-Kommissar Ján Figeľ.
2008 wurde Angerer der Französische Kunstpreis Trophée Apocalypse Dore des Europäischen Phantastensalons SAFE 2008 verliehen, überreicht von Louis Giscard d’Estaing in Le Mont-Dore. Im April 2008 erhielt er den Kunst- und Kulturpreis des Landkreises Kelheim. Im Jahr 2011 bekam Angerer erneut die Trophée Apocalypse Dore.
Für die geplante 55 Meter hohe Christus-Statue auf dem Predigtstuhl in Bad Reichenhall, eine Initiative der „Christlichen Initiative Predigtstuhl“ (CIP) von Harry Vossberg, hat Angerer die Entwürfe geschaffen, die in einer Pressekonferenz und im Bayerischen Fernsehen vorgestellt wurden. Eine Christus-Statue als Christus-Dom, die leibhaftige Menschwerdung Christi, die Botschaft „sein Leib sei unser Tempel“ – dieser Gedanke ließ Angerer nicht los, und so nahm die Idee Gestalt an. In zweijähriger Arbeitszeit entstand das Modell einer Christus-Statue als Christus-Dom. 2013 erhielt er beim Pariser Salon Art en Capital für sein ausgestelltes Werk „Don Quijote“ die Bronzemedaille. 2014 erhielt er dort die Silbermedaille für sein christliches Themengemälde „Absoluter Höllensturz“, ein Bekenntnis zum christlichen Abendland.
Anlässlich seines 85. Geburtstages fanden in Polen drei Ausstellungen statt: im Königsschloss und Museum Niepołomice, im Muzeum Niepodległości in Warschau und im Salzmuseum Wieliczka.

## Kritik
Angerer, der Pablo Picassos Werk Guernica als Kitsch bezeichnete, wurde vorgeworfen, dass seine Unterscheidung zwischen gesunder und kranker Kunst voller „kleinbürgerlicher Ressentiments“ sei und die rigide „Ablehnung des individuell autonomen Menschen der Gegenwart zugunsten übergeordneter (religiöser) Strukturen“ problematische historische Vorbilder habe. Ein von Angerer postuliertes „Gesetz göttlicher Übereinstimmung“ in der Kunst sei mit Adorno als blasphemisch zu bezeichnen.

## Bibliografie

### Belletristik
- Ein verlorener Traum. Roman. Verlag Zeitenwende, Dresden 2003, ISBN 3-934291-43-0.

Neuausgabe: Janus und Sunaj – Gefährliche Träume. Phantastikmärchen. Burg Verlag, Rehau 2016, ISBN 978-3-944370-39-2.
- Kein verlorener Traum. Der alte Kaiser im Wunderberg. Roman. Zeitenwende, Dresden 2005, ISBN 3-934291-42-2

Neuausgabe: Janus und Sunaj – Der Alte Kaiser im Wunderberg. Burg Verlag, Rehau 2021, ISBN 978-3-948397-30-2.

### Sachbücher
- Kulturpause. Streitschrift wider den Zeitgeist. Nymphenburger, München 1994, ISBN 3-485-00691-2.
- Die Rückkehr des Menschen in die Kunst. Kunstband, 2 Bände. Verlag Kastner, Wolnzach 2015, ISBN 978-3-945296-24-0.